# Arroio Trinta
Arroio Trinta là một đô thị thuộc bang Santa Catarina, Brasil. Đô thị này có diện tích 94,333 km², dân số năm 2007 là 3516 người, mật độ 38,2 người/km².